# Mortes em 2004
Esta é uma relação de pessoas notáveis que morreram durante o ano de 2004, listando nome, nacionalidade, ocupação e ano de nascimento.

## Janeiro
| Dia | Nome                   | Profissão ou motivo de reconhecimento     | Nacionalidade  | Ano de nasc. | Ref    |
| --- | ---------------------- | ----------------------------------------- | -------------- | ------------ | ------ |
| 2   | Mihai Ivăncescu        | Futebolista                               | Roménia        | 1942         |        |
| 4   | Brian Gibson           | Cineasta                                  | Inglaterra     | 1944         | [ 1 ]  |
| 6   | Francesco Scavullo     | Fotógrafo                                 | Estados Unidos | 1924         | [ 2 ]  |
| 7   | Ingrid Thulin          | Atriz                                     | Suécia         | 1927         | [ 3 ]  |
| 8   | Delfín Benítez Cáceres | Futebolista e treinador                   | Paraguai       | 1910         |        |
| 9   | Norberto Bobbio        | Político, filósofo e jurista              | Itália         | 1909         | [ 4 ]  |
| 9   | Rogério Sganzerla      | Cineasta, roteirista e produtor de cinema | Brasil         | 1946         | [ 5 ]  |
| 10  | Alexandra Ripley       | Escritora                                 | Estados Unidos | 1933         | [ 6 ]  |
| 12  | Randy VanWarmer        | Cantor, compositor e guitarrista          | Estados Unidos | 1955         | [ 7 ]  |
| 13  | Harold Shipman         | Serial killer                             | Reino Unido    | 1949         | [ 8 ]  |
| 14  | Ron O'Neal             | Ator                                      | Estados Unidos | 1937         | [ 9 ]  |
| 17  | Ray Stark              | Produtor de cinema                        | Estados Unidos | 1915         | [ 10 ] |
| 20  | Alan Brown             | Automobilista                             | Inglaterra     | 1919         |        |
| 22  | Ann Miller             | Dançarina e atriz                         | Estados Unidos | 1923         | [ 11 ] |
| 23  | Helmut Newton          | Fotógrafo                                 | Alemanha       | 1920         | [ 12 ] |
| 24  | Leônidas da Silva      | Futebolista                               | Brasil         | 1914         | [ 13 ] |
| 25  | Miklós Fehér           | Futebolista                               | Hungria        | 1979         | [ 14 ] |
| 29  | Leonor Bassères        | Escritora                                 | Brasil         | 1926         | [ 15 ] |
| 30  | José Álvaro Morais     | Cineasta                                  | Portugal       | 1945         |        |

## Fevereiro
| Dia | Nome                  | Profissão ou motivo de reconhecimento | Nacionalidade      | Ano de nasc. | Ref    |
| --- | --------------------- | ------------------------------------- | ------------------ | ------------ | ------ |
| 1   | Ewald Cebula          | Futebolista                           | Polónia            | 1917         |        |
| 4   | Hilda Hilst           | Escritora                             | Brasil             | 1929         |        |
| 8   | Julius Schwartz       | Quadrinista                           | Estados Unidos     | 1915         | [ 16 ] |
| 9   | Julio Baylón          | Futebolista                           | Peru               | 1950         |        |
| 12  | Albeiro Usuriaga      | Futebolista                           | Colômbia           | 1966         | [ 17 ] |
| 13  | Zelimkhan Yandarbiyev | Líder rebelde                         | Rússia             | 1953         | [ 18 ] |
| 14  | Marco Pantani         | Ciclista                              | Itália             | 1970         | [ 19 ] |
| 14  | Simplício             | Humorista                             | Brasil             | 1916         | [ 20 ] |
| 14  | Yang Xinhai           | Serial killer                         | China              | 1968         | [ 21 ] |
| 15  | Luigi Taramazzo       | Automobilista                         | Itália             | 1932         |        |
| 16  | Bill Oakley           | Letrista                              | Estados Unidos     | 1964         |        |
| 16  | Doris Troy            | Cantora                               | Estados Unidos     | 1937         | [ 22 ] |
| 18  | Jean Rouch            | Cineasta e etnologista                | França             | 1917         | [ 23 ] |
| 21  | John Charles          | Futebolista                           | País de Gales      | 1931         |        |
| 22  | Roque Máspoli         | Futebolista e treinador               | Uruguai            | 1917         | [ 24 ] |
| 23  | Carl Anderson         | Ator e cantor                         | Estados Unidos     | 1945         | [ 25 ] |
| 24  | John Randolph         | Ator                                  | Estados Unidos     | 1915         | [ 26 ] |
| 26  | Boris Trajkovski      | Presidente de seu país                | Macedônia do Norte | 1956         | [ 27 ] |
| 29  | Danny Ortiz           | Futebolista                           | Guatemala          | 1976         | [ 28 ] |
| 29  | Oleksandr Beresh      | Ginasta                               | Ucrânia            | 1977         | [ 29 ] |

## Março
| Dia | Nome                          | Profissão ou motivo de reconhecimento       | Nacionalidade  | Ano de nasc. | Ref    |
| --- | ----------------------------- | ------------------------------------------- | -------------- | ------------ | ------ |
| 2   | Mercedes McCambridge          | Atriz                                       | Estados Unidos | 1916         | [ 30 ] |
| 4   | John McGeoch                  | Músico                                      | Reino Unido    | 1955         | [ 31 ] |
| 4   | Claude Nougaro                | Cantor e compositor                         | França         | 1929         | [ 32 ] |
| 5   | Joan Riudavets                | Supercentenário                             | Espanha        | 1889         |        |
| 5   | Carlos Julio Arosemena Monroy | Político                                    | Equador        | 1919         | [ 33 ] |
| 7   | Paul Winfield                 | Ator                                        | Estados Unidos | 1939         |        |
| 8   | Nicolae Cajal                 | Médico, político, filantropo e acadêmico    | Roménia        | 1919         |        |
| 9   | Albert Mol                    | Dançarino, ator e escritor                  | Países Baixos  | 1917         |        |
| 10  | James Parrish                 | Jogador de futebol americano                | Estados Unidos | 1968         |        |
| 13  | Franz König                   | Cardeal                                     | Áustria        | 1905         |        |
| 15  | John Pople                    | Químico                                     | Reino Unido    | 1925         |        |
| 15  | William Pickering             | Engenheiro                                  | Nova Zelândia  | 1910         |        |
| 16  | Maria Simma                   | Mística, escritora e conferencista católica | Áustria        | 1915         | [ 34 ] |
| 22  | Ahmed Yassin                  | Fundador do Hamas                           | Palestina      | 1960         | [ 35 ] |
| 28  | Robert Merle                  | Escritor                                    | França         | 1908         | [ 36 ] |
| 28  | Peter Ustinov                 | Ator e diretor                              | Reino Unido    | 1921         | [ 37 ] |
| 30  | Alistair Cooke                | Jornalista                                  | Reino Unido    | 1908         | [ 38 ] |

## Abril
| Dia | Nome                 | Profissão ou motivo de reconhecimento   | Nacionalidade  | Ano de nasc. | Ref    |
| --- | -------------------- | --------------------------------------- | -------------- | ------------ | ------ |
| 1   | Carrie Snodgress     | Atriz                                   | Estados Unidos | 1945         | [ 39 ] |
| 3   | Fernando Almeida     | Ator                                    | Brasil         | 1974         | [ 40 ] |
| 4   | Gito Baloi           | Músico                                  | África do Sul  | 1964         | [ 41 ] |
| 9   | Lélia Abramo         | Atriz, sindicalista e escritora         | Brasil         | 1911         | [ 42 ] |
| 10  | Jacek Kaczmarski     | Cantor e poeta                          | Polónia        | 1957         |        |
| 15  | Mitsuteru Yokoyama   | Desenhista                              | Japão          | 1934         | [ 43 ] |
| 18  | Kamisese Mara        | Político                                | Fiji           | 1920         | [ 44 ] |
| 19  | Julião da Kutonda    | Futebolista                             | Angola         | 1965         | [ 45 ] |
| 19  | Volodymyr Kaplychnyi | Futebolista e treinador                 | Ucrânia        | 1944         |        |
| 20  | Al Stiller           | Ciclista                                | Austrália      | 1923         |        |
| 22  | Pat Tillman          | Jogador de futebol americano e militar  | Estados Unidos | 1976         | [ 46 ] |
| 24  | Estée Lauder         | Cosmetologista                          | Estados Unidos | 1908         |        |
| 24  | Celso Brant          | Político, jurista, escritor e professor | Brasil         | 1920         |        |
| 25  | Thom Gunn            | Poeta                                   | Reino Unido    | 1929         |        |
| 26  | Robert Clark Jones   | Físico                                  | Estados Unidos | 1916         |        |
| 26  | Hubert Selby Jr.     | Escritor                                | Estados Unidos | 1928         | [ 47 ] |

## Maio
| Dia | Nome                            | Profissão ou motivo de reconhecimento                              | Nacionalidade       | Ano de nasc. | Ref    |
| --- | ------------------------------- | ------------------------------------------------------------------ | ------------------- | ------------ | ------ |
| 2   | Paul Guimard                    | Escritor                                                           | França              | 1921         | [ 48 ] |
| 4   | David Reimer                    | Homem que foi criado como uma menina após uma circuncisão malfeita | Canadá              | 1965         |        |
| 6   | Barney Kessel                   | Guitarrista de jazz                                                | Estados Unidos      | 1923         | [ 49 ] |
| 7   | Nick Berg                       | Empresário                                                         | Estados Unidos      | 1978         | [ 50 ] |
| 8   | António de Sommer Champalimaud  | Empresário                                                         | Portugal            | 1918         | [ 51 ] |
| 9   | Brenda Fassie                   | Cantora                                                            | África do Sul       | 1964         | [ 52 ] |
| 9   | Akhmad Kadirov                  | Político e líder nacionalista da Chechênia                         | Cazaquistão/ Rússia | 1951         | [ 53 ] |
| 14  | Anna Lee                        | Atriz                                                              | Reino Unido         | 1913         | [ 54 ] |
| 15  | Henrique Frade                  | Futebolista                                                        | Brasil              | 1934         |        |
| 16  | Marika Rökk                     | Atriz                                                              | Egito/ Alemanha     | 1913         |        |
| 17  | Tony Randall                    | Ator, produtor e diretor de cinema                                 | Estados Unidos      | 1920         | [ 55 ] |
| 22  | Richard Biggs                   | Ator                                                               | Estados Unidos      | 1960         | [ 56 ] |
| 22  | Mikhail Voronin                 | Ginasta                                                            | Rússia              | 1945         |        |
| 26  | Renato Master                   | Ator e dublador                                                    | Brasil              | 1939         | [ 57 ] |
| 27  | Umberto Agnelli                 | Empresário                                                         | Itália              | 1934         |        |
| 29  | Archibald Cox                   | Promotor especial do Escândalo de Watergate                        | Estados Unidos      | 1912         | [ 58 ] |
| 29  | Ramona Trinidad Iglesias-Jordan | Supercentenária                                                    | Porto Rico          | 1889         |        |

## Junho
| Dia | Nome                | Profissão ou motivo de reconhecimento      | Nacionalidade  | Ano de nasc. | Ref    |
| --- | ------------------- | ------------------------------------------ | -------------- | ------------ | ------ |
| 1   | Tesfaye Gebre Kidan | Militar e político                         | Etiópia        | 1935         |        |
| 3   | Frances Shand Kydd  | Mãe de Diana, Princesa de Gales            | Reino Unido    | 1936         | [ 59 ] |
| 3   | Quorthon            | Músico                                     | Suécia         | 1966         |        |
| 4   | Nino Manfredi       | Ator, roteirista e diretor                 | Itália         | 1921         | [ 60 ] |
| 5   | Ronald Reagan       | Ator e político; Ex-presidente de seu país | Estados Unidos | 1911         | [ 61 ] |
| 10  | Ray Charles         | Cantor e músico                            | Estados Unidos | 1930         | [ 62 ] |
| 10  | Rosinha de Valença  | Violonista e compositora                   | Brasil         | 1941         | [ 63 ] |
| 10  | Lino de Carvalho    | Político                                   | Portugal       | 1946         | [ 64 ] |
| 13  | Robert Lees         | Roteirista                                 | Estados Unidos | 1912         |        |
| 14  | Max Rosenberg       | Produtor de cinema                         | Estados Unidos | 1914         |        |
| 16  | Thanom Kittikachorn | Político                                   | Tailândia      | 1911         | [ 65 ] |
| 21  | Leonel Brizola      | Político                                   | Brasil         | 1922         | [ 66 ] |
| 26  | Muriel Angelus      | Atriz                                      | Reino Unido    | 1909         |        |
| 29  | Yara Lins           | Atriz                                      | Brasil         | 1930         | [ 67 ] |

## Julho
| Dia | Nome                             | Profissão ou motivo de reconhecimento | Nacionalidade      | Ano de nasc. | Ref    |
| --- | -------------------------------- | ------------------------------------- | ------------------ | ------------ | ------ |
| 1   | Marlon Brando                    | Ator e diretor                        | Estados Unidos     | 1924         | [ 68 ] |
| 2   | Sophia de Mello Breyner Andresen | Escritora e poetisa                   | Portugal           | 1919         | [ 69 ] |
| 4   | Andrian Nikolayev                | Astronauta                            | Rússia             | 1929         |        |
| 5   | Rodger Ward                      | Automobilista                         | Estados Unidos     | 1921         |        |
| 6   | Eric Douglas                     | Ator                                  | Estados Unidos     | 1958         | [ 70 ] |
| 8   | Henrique Mendes                  | Ator e apresentador                   | Portugal           | 1931         | [ 71 ] |
| 10  | Maria de Lourdes Pintasilgo      | Engenheira química e política         | Portugal           | 1930         | [ 72 ] |
| 11  | Laurance Rockefeller             | Empresário e filantropo               | Estados Unidos     | 1910         | [ 73 ] |
| 13  | Arthur Kane                      | Músico                                | Estados Unidos     | 1949         | [ 74 ] |
| 14  | Germano de Figueiredo            | Futebolista                           | Portugal           | 1932         | [ 75 ] |
| 15  | Hugh Shearer                     | Político                              | Jamaica            | 1923         | [ 76 ] |
| 16  | Thomas Klestil                   | Diplomata e político                  | Áustria            | 1932         | [ 77 ] |
| 19  | Carvalho Leite                   | Futebolista                           | Brasil             | 1912         |        |
| 20  | Antonio Gades                    | Bailarino                             | Espanha            | 1936         | [ 78 ] |
| 21  | Jerry Goldsmith                  | Compositor                            | Estados Unidos     | 1929         | [ 79 ] |
| 21  | Edward Lewis                     | Geneticista                           | Estados Unidos     | 1918         |        |
| 23  | Carlos Paredes                   | Compositor e músico                   | Portugal           | 1925         | [ 80 ] |
| 23  | Rogelio Domínguez                | Futebolista                           | Argentina          | 1931         | [ 81 ] |
| 25  | Francisco Romão                  | Político                              | Angola             | 1942         | [ 82 ] |
| 26  | William A. Mitchell              | Químico industrial                    | Estados Unidos     | 1952         |        |
| 27  | Bob Tisdall                      | Velocista                             | Sri Lanka/ Irlanda | 1907         | [ 83 ] |
| 31  | Líber Seregni                    | Militar e político                    | Uruguai            | 1916         |        |

## Agosto
| Dia | Nome                         | Profissão ou motivo de reconhecimento              | Nacionalidade  | Ano de nasc. | Ref    |
| --- | ---------------------------- | -------------------------------------------------- | -------------- | ------------ | ------ |
| 1   | Philip Abelson               | Físico                                             | Estados Unidos | 1913         |        |
| 2   | José Omar Pastoriza          | Futebolista e treinador                            | Argentina      | 1942         | [ 84 ] |
| 3   | Henri Cartier-Bresson        | Fotógrafo                                          | França         | 1908         | [ 85 ] |
| 6   | Rick James                   | Cantor, compositor e produtor musical              | Estados Unidos | 1948         | [ 86 ] |
| 7   | Maria Esperanza de Bianchini | Vidente                                            | Venezuela      | 1928         | [ 87 ] |
| 8   | Fay Wray                     | Atriz                                              | Suécia         | 1907         | [ 88 ] |
| 9   | David Raksin                 | Compositor                                         | Estados Unidos | 1912         |        |
| 13  | George Yardley               | Jogador de basquete                                | Estados Unidos | 1928         |        |
| 14  | Czesław Miłosz               | Poeta, romancista e ensaísta                       | Polónia        | 1911         | [ 89 ] |
| 15  | Sune Bergström               | Bioquímico                                         | Suécia         | 1916         |        |
| 18  | Elmer Bernstein              | Compositor                                         | Estados Unidos | 1922         | [ 90 ] |
| 20  | Juliana dos Países Baixos    | Rainha                                             | Países Baixos  | 1909         | [ 91 ] |
| 22  | Daniel Petrie                | Ator e diretor                                     | Canadá         | 1920         | [ 92 ] |
| 25  | Marcelo González Martín      | Arcebispo                                          | Espanha        | 1918         |        |
| 26  | Laura Branigan               | Cantora, compositora e atriz                       | Estados Unidos | 1952         | [ 93 ] |
| 27  | Fernand Auberjonois          | Jornalista                                         | Suíça          | 1910         |        |
| 27  | Ko Young-hee                 | Esposa-consorte do líder norte-coreano Kim Jong-il | Japão          | 1953         |        |
| 30  | Michael Jeter                | Ator                                               | Estados Unidos | 1952         | [ 94 ] |
| 30  | E. Fay Jones                 | Arquiteto e designer                               | Estados Unidos | 1921         |        |

## Setembro
| Dia | Nome              | Profissão ou motivo de reconhecimento | Nacionalidade  | Ano de nasc. | Ref     |
| --- | ----------------- | ------------------------------------- | -------------- | ------------ | ------- |
| 2   | Bob Overton Evans | Cientista da computação               | Estados Unidos | 1927         |         |
| 6   | Miriam Pires      | Atriz                                 | Brasil         | 1927         | [ 95 ]  |
| 6   | Tiny Doll         | Atriz                                 | Alemanha       | 1914         |         |
| 8   | Frank Thomas      | Animador                              | Estados Unidos | 1912         | [ 96 ]  |
| 11  | Fred Ebb          | Compositor                            | Estados Unidos | 1928         | [ 97 ]  |
| 15  | Johnny Ramone     | Músico                                | Estados Unidos | 1948         | [ 98 ]  |
| 18  | Russ Meyer        | Cineasta                              | Estados Unidos | 1922         | [ 99 ]  |
| 18  | Norman Cantor     | Historiador                           | Canadá         | 1929         |         |
| 20  | Brian Clough      | Futebolista e treinador               | Reino Unido    | 1935         | [ 100 ] |
| 24  | Tim Choate        | Ator                                  | Estados Unidos | 1954         |         |
| 24  | Françoise Sagan   | Escritora                             | França         | 1935         | [ 101 ] |

## Outubro
| Dia | Nome                         | Profissão ou motivo de reconhecimento | Nacionalidade  | Ano de nasc. | Ref     |
| --- | ---------------------------- | ------------------------------------- | -------------- | ------------ | ------- |
| 2   | José Fialho Gouveia          | Apresentador                          | Portugal       | 1935         | [ 102 ] |
| 3   | Janet Leigh                  | Atriz                                 | Estados Unidos | 1927         | [ 103 ] |
| 5   | Rodney Dangerfield           | Ator e comediante                     | Estados Unidos | 1921         | [ 104 ] |
| 5   | Maurice Wilkins              | Fisiologista                          | Nova Zelândia  | 1916         | [ 105 ] |
| 6   | Veríssimo Correia Seabra     | Militar e político                    | Guiné-Bissau   | 1947         | [ 106 ] |
| 7   | Miki Matsubara               | Cantora e compositora                 | Japão          | 1959         |         |
| 8   | Jacques Derrida              | Filósofo                              | França         | 1930         | [ 107 ] |
| 10  | Christopher Reeve            | Ator e diretor                        | Estados Unidos | 1952         | [ 108 ] |
| 16  | Uzi Hitman                   | Cantor, compositor e escritor         | Israel         | 1952         |         |
| 19  | Antoine Abel                 | Poeta                                 | Seicheles      | 1934         |         |
| 25  | John Peel                    | DJ                                    | Reino Unido    | 1939         | [ 109 ] |
| 27  | Serginho                     | Futebolista                           | Brasil         | 1974         | [ 110 ] |
| 29  | Alice, Duquesa de Gloucester | Princesa                              | Reino Unido    | 1901         | [ 111 ] |
| 29  | Jacinto João                 | Futebolista                           | Portugal       | 1944         | [ 112 ] |

## Novembro
| Dia | Nome                        | Profissão ou motivo de reconhecimento | Nacionalidade          | Ano de nasc. | Ref     |
| --- | --------------------------- | ------------------------------------- | ---------------------- | ------------ | ------- |
| 1   | Mac Dre                     | Rapper                                | Estados Unidos         | 1970         | [ 113 ] |
| 1   | Juan Bosch                  | Ex-presidente                         | República Dominicana   | 1909         | [ 114 ] |
| 2   | Theo van Gogh               | Cineasta e ator                       | Países Baixos          | 1957         | [ 115 ] |
| 2   | Zayed bin Sultan al Nahayan | Político                              | Emirados Árabes Unidos | 1918         | [ 116 ] |
| 4   | Robert Heaton               | Músico                                | Estados Unidos         | 1961         |         |
| 7   | Howard Keel                 | Ator e cantor                         | Estados Unidos         | 1919         | [ 117 ] |
| 9   | Emlyn Hughes                | Futebolista e treinador               | Reino Unido            | 1947         |         |
| 11  | Yasser Arafat               | Político                              | Egito                  | 1929         | [ 118 ] |
| 12  | Carlo Rustichelli           | Compositor                            | Itália                 | 1916         |         |
| 13  | Harry Lampert               | Cartunista e quadrinista              | Estados Unidos         | 1916         | [ 119 ] |
| 18  | Borjalo                     | Cartunista                            | Brasil                 | 1925         | [ 120 ] |
| 18  | Cy Coleman                  | Compositor                            | Estados Unidos         | 1929         |         |
| 18  | Robert Bacher               | Físico                                | Estados Unidos         | 1905         |         |
| 19  | Fred Hale                   | Supercentenário                       | Estados Unidos         | 1890         |         |
| 20  | Celso Furtado               | Economista                            | Brasil                 | 1920         | [ 121 ] |
| 26  | Philippe de Broca           | Cineasta                              | França                 | 1933         | [ 122 ] |

## Dezembro
| Dia | Nome                  | Profissão ou motivo de reconhecimento | Nacionalidade              | Ano de nasc. | Ref     |
| --- | --------------------- | ------------------------------------- | -------------------------- | ------------ | ------- |
| 1   | Fathi Arafat          | Físico                                | Palestina                  | 1933         | [ 123 ] |
| 3   | Helmut Rix            | Linguista                             | Alemanha                   | 1926         |         |
| 5   | Cristiano Júnior      | Futebolista                           | Brasil                     | 1979         | [ 124 ] |
| 5   | Hicham Zerouali       | Futebolista                           | Marrocos                   | 1977         | [ 125 ] |
| 6   | Raymond Goethals      | Treinador de futebol                  | Bélgica                    | 1921         |         |
| 8   | Dimebag Darrell       | Guitarrista                           | Estados Unidos             | 1966         |         |
| 11  | José Luis Cuciuffo    | Futebolista                           | Argentina                  | 1961         | [ 126 ] |
| 19  | Herbert Charles Brown | Químico                               | Inglaterra/ Estados Unidos | 1912         |         |
| 21  | Juan Barjola          | Pintor                                | Espanha                    | 1919         |         |
| 23  | P. V. Narasimha Rao   | Político e jurista                    | Índia                      | 1921         |         |
| 28  | Jerry Orbach          | Ator                                  | Estados Unidos             | 1935         | [ 127 ] |
| 29  | Julius Axelrod        | Bioquímico                            | Estados Unidos             | 1912         | [ 128 ] |
| 30  | Artie Shaw            | Clarinetista                          | Estados Unidos             | 1910         | [ 129 ] |
| 31  | Gérard Debreu         | Economista                            | França                     | 1921         |         |